# یو هه ری
یو هه ری (کره‌ای: 유혜리؛ زادهٔ ۱۵ اوت ۱۹۶۴) بازیگر و مدل اهل کره جنوبی است. او به خاطر ایفای نقش در مجموعه‌های تلویزیونی همچون افسانه افسونگر, مد دهه ۷۰ و عشقی برای کشتن شناخته می‌شود.

## زندگی شخصی
یو هه رین در سال ۱۹۹۴ با بازیگر لی گون هی ازدواج کرد. او زمانیکه باهم در یک تئاتر اجرا می‌کردند، با لی آشنا شد. خواهر کوچکترش چوی سو رین نیز یک بازیگر است.